# Distrito de Santa
El distrito del Santa es uno de los que conforman la provincia del Santa, ubicada en el departamento de Áncash, en el Perú. Está constituido en su mayor parte pueblos agrícolas del valle costeño del río Santa situados alrededor del pueblo de Santa, su capital y mayor centro poblado. Limita por el Norte con el distrito de Guadalupito (Virú), por el Este y Sureste con el distrito de Chimbote, por el Sur con el distrito de Coishco y por el Oeste con el océano Pacífico.

## Historia
Desde tiempo remotos, el distrito de Santa ha atraído por sus hermosas aguas y fértiles tierras. Santa fue habitada desde el periodo pre cerámico hasta el intermedio tardío por el hombre de la costa y la sierra. Esta a su vez, constituyó un puerto estratégico para operaciones militares del ejército libertador en aquellos años de lucha por la independencia.
Fue creado el 6 de diciembre de 1906, mediante Ley Número 417, a partir de la división del entonces distrito de Santa en: distrito de Chimbote (capital Chimbote) y distrito de Santa (capital Santa).

## Localidades
- Santa (sede distrital),
- Puerto Santa
- San Luis
- Pampa La Grama
- Río Seco
- La Huaca
- Casa Colorada

## Autoridades

### Municipales
- 2023 - 2026[3]
  - Alcalde: Alex Motta Borjas, del Partido Alianza por el Progreso.

Alcalde anterior
- 2018 - 2022:[4] Eugenio Jara, del Movimiento Río Santa Caudaloso.

## Festividades
- Fiesta Patronal Señor Crucificado de Santa.
- Fiesta Cívica - Santa (26/06).
- san pedrito